# Gramaccioliite-(Y)
La gramaccioliite-(Y) è un minerale appartenente al gruppo della crichtonite.